# Korupia curvinervis
Korupia curvinervis är en stekelart som beskrevs av Van Achterberg 1991. Korupia curvinervis ingår i släktet Korupia och familjen bracksteklar. Inga underarter finns listade i Catalogue of Life.